# 1753 en arts plastiques
| Années des arts plastiques : 1750 - 1751 - 1752 - 1753 - 1754 - 1755 - 1756    |
| Décennies des arts plastiques : 1720 - 1730 - 1740 - 1750 - 1760 - 1770 - 1780 |

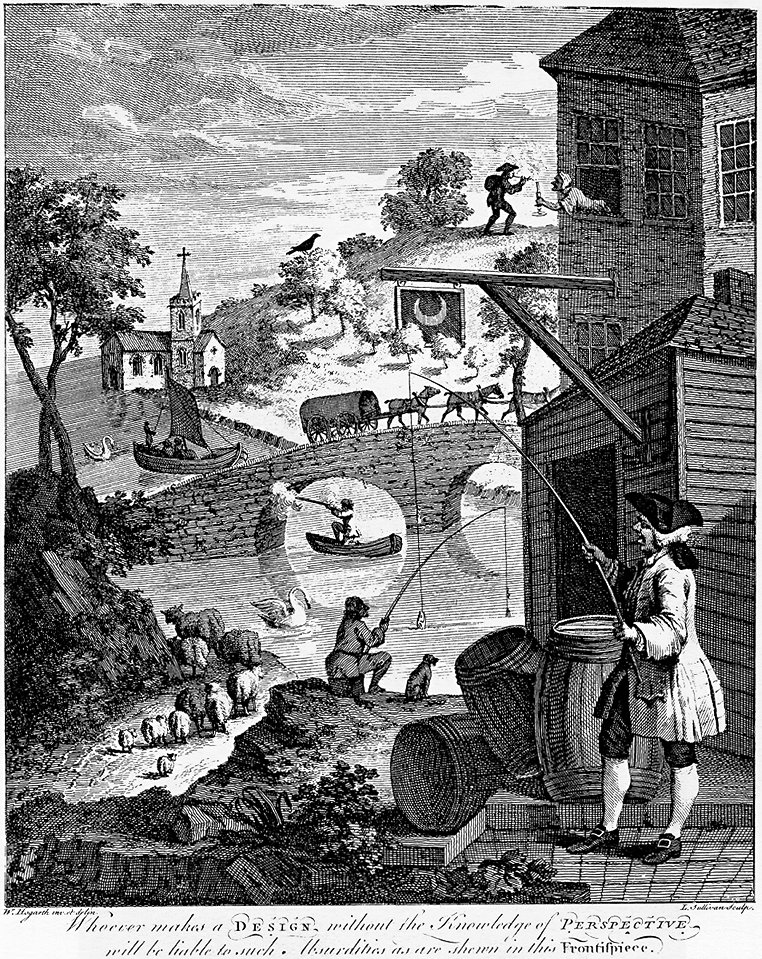
Fausse perspective, de William Hogarth.

Cette page concerne l'année 1753 en arts plastiques.

## Œuvres
- Le Christ voilé, sculpture en marbre de Giuseppe Sanmartino.

## Naissances
- 2 janvier Ignaz Sebastian Klauber, graveur sur cuivre allemand († mai 1817),
- 24 février : Henri-Pierre Danloux, peintre, dessinateur et graveur français († 3 janvier 1809),
- 24 mai : Pierre-Charles Dandrillon, peintre français († 14 mai 1812),
- 4 septembre : Louis-François-Sébastien Fauvel, peintre, diplomate et archéologue français († 12 mars 1838),
- 10 novembre : Jean-Antoine-Théodore Giroust, peintre français († 9 juillet 1817),
- ? : 
  - Claude-Louis Châtelet, peintre français († 7 mai 1795),
  - Rosalie Filleul, peintre et pastelliste française († 24 juillet 1794),
- Vers 1753 : Utamaro Kitagawa, graveur et peintre japonais († 31 octobre 1806).

## Décès
- 8 juillet : Federico Bencovich, peintre baroque italien (° 1667),
- 16 septembre : Georg Wenzeslaus von Knobelsdorff, peintre et architecte prussien (° 17 février 1699),
- ? : Jean André ou « Frère André », peintre français (° 1662),
- Après 1753 :
- Angelo Trevisani, peintre italien de la fin de la période baroque de l'école vénitienne (° 1699).